# Bitwa pod Grocką
Bitwa pod Grocką – decydująca bitwa VII wojny austriacko-tureckiej, stoczona niedaleko Belgradu 22 lipca 1739 roku pomiędzy armią austriacką a turecką.
W 1739 roku Karol VI rozkazał swoim wojskom rozbić armię sułtańską jeszcze na Bałkanach. Dowództwo nad wojskami Habsburgów objęli: regent cesarski w Serbii Georg Olivier von Wallis oraz generał Wilhelm Reinhard von Neipperg, którzy dysponowali łącznie 40 000 żołnierzy. 21 lipca Austriacy rozbili obóz w Vinčy, niedaleko Grockiej. Następnego dnia rozpoczęła się bitwa ze stutysięczną armią osmańską pod dowództwem wielkiego wezyra İvaza Mehmeta Paszy. Pierwsza zaatakowała cesarska kawaleria, która, nie czekając na piechotę, została całkowicie rozgromiona przez turecką piechotę i artylerię. Gdy austriacka piechota pojawiła się na polu bitwy, kawaleria była wybita, a bitwa praktycznie przegrana. Dowódcy zarządzili odwrót, utrudniony przez napierających Turków. Po tym armia Cesarstwa Habsburgów schroniła się w obozie. 
Na wieść o przegranej cesarz natychmiast poprosił sułtana o pokój, który został zawarty dwa miesiące później w Belgradzie.